# 名古屋工業大学
名古屋工業大学（なごや こうぎょうだいがく、英語: Nagoya Institute of Technology、公用語表記: 名古屋工業大学）は、愛知県名古屋市昭和区御器所町に本部を置く日本の国立大学。1905年創立、1949年大学設置。大学の略称は名工（めいこう）、名工大（めいこうだい）。

## 沿革

### 年表
- 1905年（明治38年）3月28日 - 名古屋高等工業学校が創立
- 1943年（昭和18年）2月16日 - 愛知県立高等工業学校が創立
- 1944年（昭和19年）4月1日 - 名古屋高等工業学校を名古屋工業専門学校に改称
- 1944年（昭和19年）6月1日 - 愛知県立高等工業学校を愛知県立工業専門学校に改称
- 1949年（昭和24年）5月31日 - 名古屋高等工業学校と愛知県立工業専門学校を前身とし、新制国立名古屋工業大学を設置
- 1951年（昭和26年）4月 - 短期大学部を設置
- 1959年（昭和34年）4月 - 短期大学部を工学部第二部に改組
- 1964年（昭和39年）4月 - 大学院工学研究科（修士課程）設置
- 1968年（昭和43年） - 不正入試事件が表面化。学生運動による抗議活動が活発となるが、学校側は事態収拾に失敗。短期間のうちに学長および事務取扱が次々と変わる事態となった[1]。
- 1985年（昭和60年）4月 - 大学院工学研究科（博士課程）設置
- 2004年（平成16年）4月1日 - 国立大学法人名古屋工業大学発足
- 2024年（令和6年）4月18日 - 藤田医科大学と医療・健康分野での技術開発や人材育成などに関する連携協定を締結。

## 基礎データ

### 所在地
- 御器所キャンパス（愛知県名古屋市昭和区御器所町）
- 多治見キャンパス（岐阜県多治見市）

#### 海外事務所
海外事務所を中華人民共和国（北京化工大学内）、マレーシア（マラ工科大学内）、ヨーロッパ（ドイツのエルランゲン・ニュルンベルク大学）に展開している。

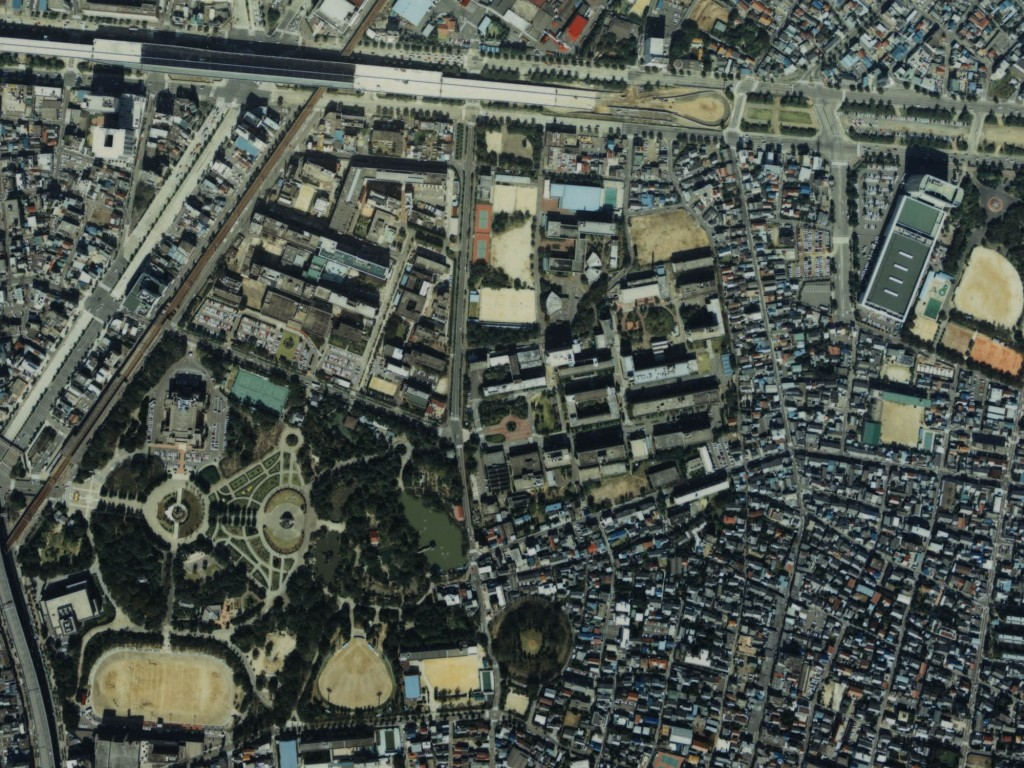
名古屋工業大学周辺（1987年）

## 教育および研究

### 組織

#### 学部
- 2022年度以降
  - 工学部
    - 生命・応用化学科
分野：生命・物質化学、ソフトマテリアル、環境セラミックス
    - 物理工学科
分野：材料機能、応用物理
    - 電気・機械工学科
分野：電気電子、機械工学
    - 情報工学科
分野：ネットワーク、知能情報、メディア情報
    - 社会工学科
分野：建築・デザイン、環境都市、経営システム
    - 創造工学教育課程[3]
コース：材料・エネルギー[注 1]、情報・社会[注 2]
    - 基幹工学教育課程
コース：電気・機械工学、環境都市工学

- 2022年度以前
  - 工学部（第一部）
    - 生命・応用化学科
分野：生命・物質化学、ソフトマテリアル、環境セラミックス
    - 物理工学科
分野：材料機能、応用物理
    - 電気・機械工学科
分野：電気電子、機械工学
    - 情報工学科
分野：ネットワーク、知能情報、メディア情報
    - 社会工学科
分野：建築・デザイン、環境都市、経営システム
    - 創造工学教育課程[3]
コース：材料・エネルギー[注 1]、情報・社会[注 2]

  - 工学部（第二部）※夜間学部、修業年限5年
    - 物質工学科
    - 機械工学科
    - 電気情報工学科
    - 社会開発工学科

#### 大学院
- 工学研究科（博士前期課程・博士後期課程）
  - 2024年度入学生以降
    - 博士前期課程
      - 工学専攻
        - 生命・物質化学プログラム
        - ソフトマテリアルプログラム
        - 環境セラミックスプログラム
        - 材料機能プログラム
        - 応用物理プログラム
        - 電気電子プログラム
        - 機械工学プログラム
        - ネットワークプログラム
        - 知能情報プログラム
        - メディア情報プログラム
        - 情報数理プログラム
        - 建築・デザインプログラム
        - 環境都市プログラム
        - 経営システムプログラム
        - 未来通信プログラム
        - カーボンニュートラルプログラム
        - 医学工学プログラム
        - 創造工学プログラム（創造工学教育課程からの6年一貫課程）
        - 社会人イノベーションプログラム

    - 博士後期課程
      - 工学専攻
      - 共同ナノメディシン科学専攻
      - 名古屋工業大学・ウーロンゴン大学国際連携情報学専攻　ジョイント・ディグリープログラム
      - 名古屋工業大学・エアランゲンニュルンベルク大学国際連携エネルギー変換システム専攻　ジョイント・ディグリープログラム

  - 2020年度入学生以降
    - 博士前期課程
      - 工学専攻
        - 生命・応用化学系プログラム
        - 物理工学系プログラム
        - 電気・機械工学系プログラム
        - 情報工学系プログラム
        - 社会工学系プログラム
        - 創造工学プログラム(創造工学教育課程からの6年一貫課程)
        - 社会人イノベーションコース

    - 博士後期課程
      - 工学専攻
      - 共同ナノメディシン科学専攻
      - 名古屋工業大学・ウーロンゴン大学国際連携情報学専攻　ジョイント・ディグリープログラム

#### 領域（教員組織）
従来の縦割り学問分野による学科組織から離れて、異分野の教員が交流する横断的、学際的な研究系組織として、大学院に置かれる。
- おもひ領域
「おもひ」は、発想することを意味する。
- しくみ領域
「しくみ」は、設計することを意味する。
- つくり領域
「つくり」は、制作することを意味する。
- ながれ領域
「ながれ」は、運用することを意味する。

#### 附属機関[4]
- 教育研究センター機構
  - 教育研究センター[注 3]
- 国際交流推進本部
  - 国際交流推進室
- リサーチ・アドミニストレーション・オフィス
- インスティテューショナル・リサーチ室
- 産学官連携センター
- 工学教育総合センター
- 留学生センター
- 情報基盤センター
- 大型設備基盤センター
- リスクマネジメントセンター
- 若手研究イノベータ養成センター
- 教員再雇用センター
- 男女共同参画推進センター
- ものづくりテクノセンター
- 先進生産技術研究センター[5]
- 先進セラミックス研究センター
- 極微デバイス次世代材料研究センター
- NITech AI研究センター
- 窒化物半導体マルチビジネス創生センター
- 創造工学教育推進センター
- 保健センター
- 附属図書館

### 研究

#### 21世紀COEプログラム
- 採択1件
- 2002年

化学・材料科学
環境調和セラミックス科学の世界拠点

## 学生生活
JR中央本線鶴舞駅にほど近い良い立地ということもあり、東海地方各地の高校から進学する学生が比較的多い。さらに卒業生のうち多くが大手製造業に就職する。中でも地元企業に強く、トヨタグループまたは関連会社への就職が目立つ。その他、輸送機器、電機、重工業、化学など様々な分野の産業へ就職する。
学科にもよるが卒業生の約8割が大学院（博士前期課程）へ進学する。博士後期課程まで進むのは約1割である。
正門付近には、名古屋工業大学で研究している音声言語処理技術をもとに開発された双方向音声案内デジタルサイネージを設置している。大型ディスプレイに登場する3Dキャラクター「メイちゃん」が来校者の音声を認識し学内を案内するという（撤去済）、世界初の全天候型デジタルサイネージである。
大学の土地面積はやや狭く駐車場が小さいため、学生は基本的に自動車では通学できない。
学生の男女比は、男子が約8割強。女子推薦入学などの影響もあり、近年は女子の割合が増えてきている。
学生食堂は大学会館1階の生協大食堂と、2階のカフェテリアがある。また、大学の周辺には安価な食堂が数軒ある。
学生食堂については、2012年4月に改修された大学会館がオープン。1階の大食堂、2階のカフェテリアともに大幅に席数が増加し、以前のような混雑は解消された。メニューにも学生の声を生かす工夫がされている。学内には大学生協運営のコンビニエンスストアが3つあり、夜10時まで営業。大学会館改修中に1号館内に設置されたミニコンビニも継続している。
また、大学に隣接した場所にコンビニエンスストアがあり、イオンタウン千種も24時間営業である。
東京理科大学や電気通信大学などと並び留年が比較的多い大学とされる。
大学のすぐ隣にある鶴舞公園は名古屋でも有数の花見の名所であり、毎年花見のシーズンになると鶴舞公園で宴会を行う学生も多い。

### 学園祭
名古屋工業大学の学園祭は工大祭と呼ばれ、2008年までは毎年6月に行われていたが、2009年以降は11月に行われている。各種模擬店や、「名古屋工業大学での研究を一般客に見てもらう」という工大祭の本来の姿であった企画の研究室開放等が催される。

## 大学関係者と組織

### 大学関係者組織
- 社団法人名古屋工業会

名古屋工業大学の全学同窓会
- 海外同窓会
  - 韓国同窓会（2006年設立）
  - 上海同窓会（2007年設立）
  - インドネシア同窓会（2010年設立）
  - マレーシア同窓会（2010年設立）

## 施設

### キャンパス

#### 御器所キャンパス
- 使用学部：工学部
- 使用研究科：大学院工学研究科
- 交通アクセス：CFJR中央本線・名古屋市営地下鉄鶴舞線鶴舞駅

最寄駅の鶴舞駅が大学から至近であり交通の便も良く、栄や大須といった繁華街も近い。

#### 多治見キャンパス
- 使用附属施設：先進セラミックス研究センター
- 交通アクセス：CFJR中央本線多治見駅

### 学生寮
- 恒和寮（名古屋市千種区北千種2-5-46）
定員：男子116名（個室）
- NITech Cosmo Village（名古屋市昭和区狭間町27の１）
寮費（月額）30,000円（引落し手数料が別途必要となります）
保証金：15,000円（入寮時のみ必要となり、一回目の寮費支払月に併せてお支払いただきます。保証金退寮時の清掃費等に使用され、返金はされません）

## 対外関係

### 国内の大学との協定
2007年に名古屋市立大学との間で連携・協力に関する基本協定を締結している。

### 海外の大学・研究機関との学術交流協定締結大学一覧

#### アジア
アフガニスタン
- カーブル大学

 バングラデシュ
- バングラデシュ工科大学

 中国
- 陝西科技大学
- 清華大学
- 西安交通大学
- 浙江大学
- 北京理工大学
- 北京化工大学
- 同済大学
- 復旦大学
- 中山大学
- 四川省社会科学院
- 大連東軟信息学院

 インド
- アナ大学
- インド工科大学ボンベイ校
- 中央ガラス・セラミックス研究所
- デリー大学
- インド国立科学研究所

 インドネシア
- ウダヤナ大学

 韓国
- 漢陽大学校
- 明知大学校

 マレーシア
- マラ工科大学
- マレーシア工科大学

 オマーン
- サルタン カブス大学

 タイ
- タマサート大学
- 泰日工業大学
- チュラロンコン大学

 台湾
- 国立台北科技大学

 ベトナム
- ベトナム科学技術アカデミー物質科学研究所
- ハノイ工科大学

#### オセアニア
オーストラリア
- シドニー工科大学

#### ヨーロッパ
フィンランド
- アールト大学

 オーストリア
- ウィーン工科大学

 フランス
- リモージュ大学
- 国立セラミックス工学大学院
- リール国立化学大学院
- EFREl
- ESTP（フランス語版）
- ESIGELEC
- ポワティエ大学

 ドイツ
- エルランゲン-ニュルンベルク大学

 イタリア
- ミラノ大学

 ルーマニア
- ヤシ「アレクサンドルーイオンクザ」大学

 ロシア
- メンデレーフ・ロシア化学技術大学

 スペイン
- バレンシア州立工芸大学

 イギリス
- インペリアル・カレッジ・ロンドン
- リーズ大学
- シェフィールド大学

#### 北米
アメリカ合衆国
- アーカンソー大学フォートスミス校
- クレムソン大学

- ノースウェスタン大学
- フロリダ大学

#### 南米
ブラジル
- ブラジリア大学

### 産学連携
NTT西日本と、情報通信技術 (ICT) を使った高齢者向け地域包括ケアの開発で協定を結んでいる。

## 企業からの評価

### 人事担当者からの評価
- 2021年日本経済新聞社と日経HRが実施した、「企業の人事担当者からみたイメージ調査」[7]（全上場企業と一部有力未上場企業4,850社の人事担当者を対象に、2019年4月から2021年3月までの間に採用した学生から見た大学のイメージなどを聞いた調査）において、名古屋工業大学は、「全国総合」で788大学[8] 中、第14位[7] にランキングされた。

### 出世力
- ダイヤモンド社の2006年年9月23日発行のビジネス誌『週刊ダイヤモンド』94巻36号（通巻4147号）「出世できる大学」と題された特集の出世力ランキング（日本の全上場企業3,800社余の代表取締役を全調査[9][10]）で、名古屋工業大学は、2006年時点で存在する全国の744大学中、第14位にランキングされた[11]。